# 女幹部メル様のセカイ征服計画!
『女幹部メル様のセカイ征服計画!』（おんなかんぶメルさまのセカイせいふくけいかく）は、高岡智空による日本のジュブナイルポルノ。挿絵は鈴眼依縫。2010年8月30日に、あとみっく文庫（キルタイムコミュニケーション）より刊行された。

## ストーリー
悪の秘密結社「MB社」こと「マリシュ・ベネラール」は世界征服をたくらんでいる。その幹部、メルティーナはその野望のため様々な活動を行うも正義のヒーロー・クロノスファイブにいつも邪魔されている。ある日、メルティーナ達は性的攻撃も受けることに・・。

## 登場人物

### マリシュ・ベネラール関係者
メルティーナ
世界征服をたくらむ「マリシュ・ベネラール」の女幹部。家事が得意。世界征服をたくらんでいるが、自分のポリシーを持っていてそれに反する行為（一般人を傷つけるなど）はしない主義。仲間想いで仲間のピンチには自分の身を犠牲にすることもある。
コロナ
悪魔タイプの怪人で頭脳担当。そのためか、運動能力はあまりなく、クロノスファイブに捕まってしまうことも・・・。

### クロノスファイブ関係者
グリーン
戦隊の常識人で戦隊のことを止めることも。メルティーナとは敵対関係ではあるが、嫌ってはいない模様。
イエロー
メンバー最年少で暗示術などの特殊技能を得意とする。責めることが好きなSな性格だが責められると弱いタイプ。